# Chevrolet Caprice
De Chevrolet Caprice was een automodel van het Amerikaanse merk Chevrolet. De Caprice werd tussen 1964-1996 en tussen 2000-2017 gebouwd. De Chevrolet Caprice was tussen 1960 en 1970 het populairste automodel in de Verenigde Staten.
Nadat de productie van de Caprice in 1996 beëndigde, keerde het model in 2009 terug naar Noord-Amerika, als politieauto. Tussen 1999 en 2007 produceerde het Australische Holden de Caprice. De Holden Caprice werd in Oceanië en in het Midden-Oosten verkocht.

## Geschiedenis
Over de oorsprong van de naam Caprice zijn er twee meningen. Een is dat Bob Lund, de verkoopmanager van General Motors, de Chevrolet Caprice vernoemde naar een restaurant dat hij vaak bezocht in New York. De andere is dat het voertuig vernoemd is naar de dochter van autoverkoper James P. Chapman's, Caprice Chapman.
De naam Caprice werd in 1965 geïntroduceerd als Caprice Custom Sedan, een speciale vierdeurs hardtopversie van de Chevrolet Impala. De speciale versie bevatte een zwaarder uitgevoerd frame, betere vering, een zwarte grille, speciale naamplaatjes en decoratie op de deuren. In 1966 werd de 'echte' Chevrolet Caprice uitgebracht.
De Caprice kreeg concurrentie van de Ford LTD, Playmouth VIP en de AMC Ambassador.

## Eerste generatie (1966-1970)

### 1966
De Chevrolet Caprice werd in 1966 geïntroduceerd als topklasse full-size sedan. De Caprice kon ook als stationwagen of coupé geleverd worden. Deze modellen werden op de markt gebracht als Caprice Custom
De Caprice Custom Estate (stationwagen) was de eerste auto met een houtframe sinds de Chevrolet Woody Wagon uit 1954. De stationwagens werden met vinyl bekleed en hadden twee rijen met driepersoonsbanken en  een optie voor een derde rij. De Caprice  werden standaard geleverd met een 4.6 L V8 motor, die 325 PK leverde. De Chevrolet Caprice werd uitgerust met een automatische versnellingsbak, stuurbekrachtiging, witte banden en een vinyl-dak. Extra opties waren een airco, elektrische ramen, cruise control, automatische stoelen en een stereo. 
De sedans en coupes kregen luxe bekleding en vinyl stoelen met armsteunen. Tevens konden de twee armsteunen van de voorstoelen neer geklapt worden, waardoor er een extra passagier meekon. 

### 1967-1968
In 1967 werd het model lichtjes aangepast. Zo kreeg het voertuig wat meer rondere vormen ten opzichte van het model van 1966, een nieuwe grille, nieuwe achterlichten en een ander instrumentenpaneel inclusief nieuw stuur. Ook kreeg de Caprice dubbele cilinderremmen. Nieuwe opties waren een cassettespeler, elektrische sloten en een glasvezel-alarmsysteem.
De Chevrolet Caprice had de eer om als 100 miljoenste model van General Motors geproduceerd te worden. Het model rolde op 12 april 1967 de fabriek te Janesville, Wisconsin uit.
In 1968 kreeg de Caprice een kleine facelift, met nieuwe achterlichten en koplampen achter de grille. De Caprice Coupés werden standaard geleverd met een ventilatiesysteem. Door een nieuw wet in de VS, werden er ook markeringslampen op de Caprice gemonteerd. Ook kreeg de Caprice een nieuw instrumentenpaneel met een horizontale snelheidsmeter en een nieuwe brandstofmeter.

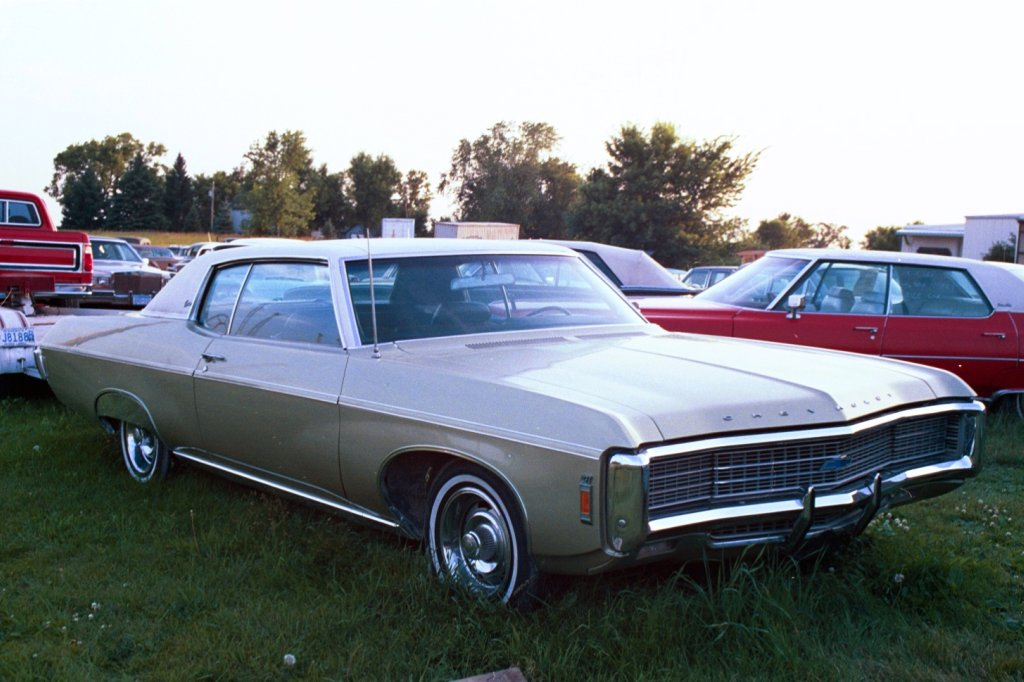
1969 Chevrolet Caprice.

### 1969-1970
In 1969 kreeg het model opnieuw een facelift, met een voorbumper die om de grille werd gebouwd. De stationwagen werd een apart model en kreeg de naam Chevrolet Kingswood Estate. Verder kregen de voorstoelen een hoofdsteun, werd het contact van het dashboard naar achter het stuur verplaatst en kwam er een stuurslot als de sleutel niet in het contact zat. Dit moest gedaan worden om aan de opkomende Federale Wet te voldoen.
De 1969 Caprice kreeg stuurbekrachtig en nieuwe motoren. Er kon gekozen worden tussen een 5.4L, 5,7L, 6,4L of een 7L V8 motor. 
De 1970 Caprice kreeg een kleine facelift waarbij er weer een normale voorbumper geïnstalleerd werd, de koplampen weer zichtbaar werden en nieuwe, verticale achterlichten kwamen. De voorwielen kregen standaard schijfremmen en er kwamen banden met een fiber beschermlaag (witte banden).

## Tweede generatie (1971-1976)

### 1971-1972
In 1971 werd de Chevrolet Caprice volledig hernieuwd. Zo werd de wielbasis verlengd, en kwamen er verzonken deurhendels. Verder kwamen er aanpassingen aan het frame en wielophanging om het rijgedrag te verbeteren en de geluidsoverlast te verminderen. De vernieuwde Caprice werd als coupé, hardtop, sedan en stationwagen geleverd.
Het interieur ontving ook enkele aanpassingen, zo werd er een nieuw stuur geïnstalleerd, kwam er een stoffen-vinyl bekleding en het dashboard, stuur en deurpanelen werden met hout afgewerkt. De sedans kregen een armsteun tussen de voorstoelen.
De Caprice werd standaard uitgerust met schijfremmen  en een 225 pk 400 cubic-inch Turbo Fire V8 motor. Deze motor is ontworpen voor gelode, ongelode en loodvrije benzine ( E91 of hoger). General Motors was de eerste van de Big Three (General Motors, Ford Motor Company & Chrysler) die dit toepaste op hun modellen om zo te voldoen aan de (toekomstige) strenge emissie-eisen te voldoen.
In 1972 kreeg de Caprice een facelift waarbij er een nieuwe voorbumper kwam, die de veiligheid verhoogde bij aanrijdingen. 

### 1973-1974
Alle Chevrolet Caprice-modellen werden in 1973 omgedoopt tot Caprice Classic. De stationwagen werd omgedoopt tot Caprice Estate. En er werd een cabriolet-variant van de Caprice geïntroduceerd.

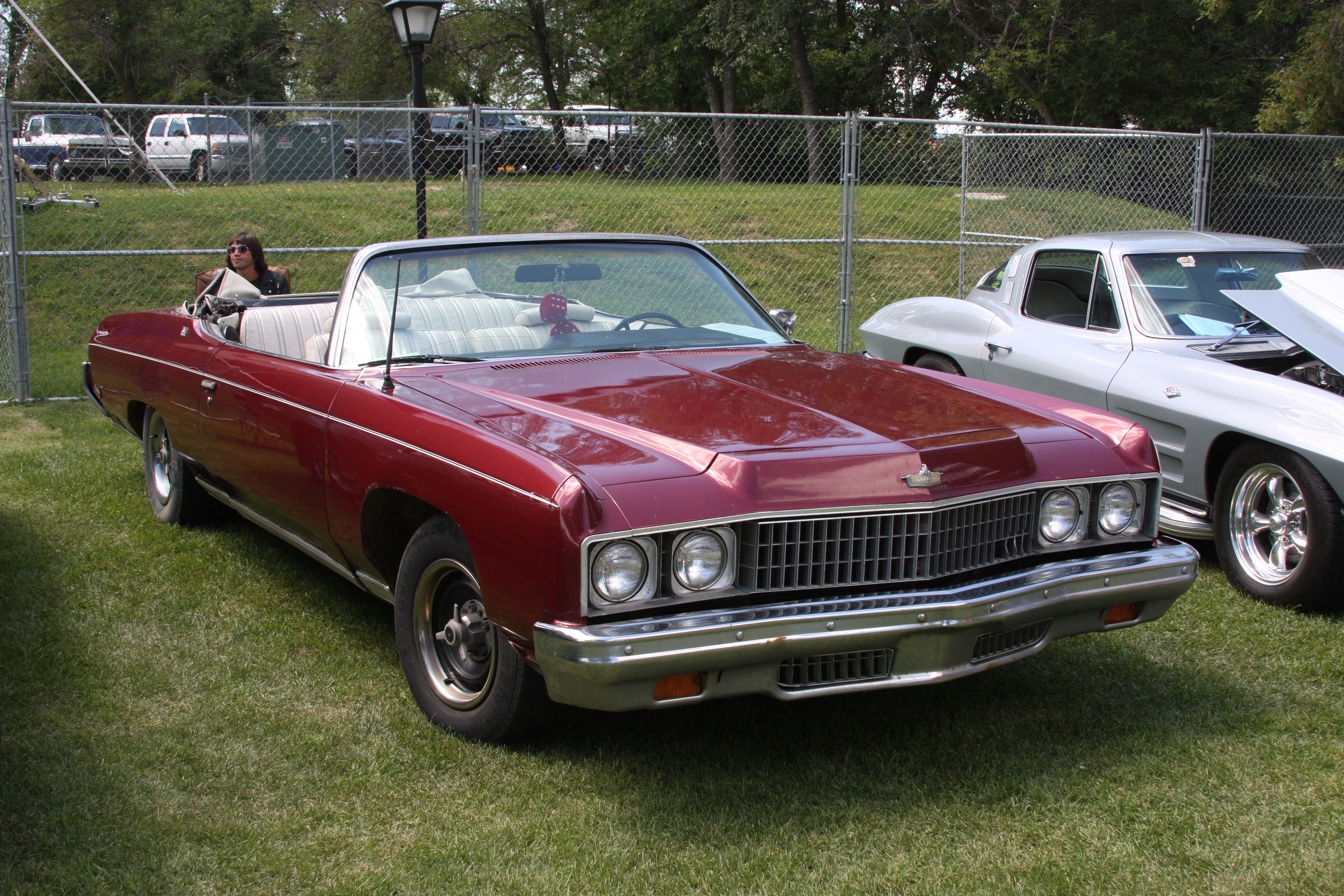
1973 Caprice Classic Cabriolet

De variant uit 1973 bevatte een nieuwe grille, een nieuwe voorbumper en nieuwe, vierkante achterlichten. De nieuwe emissienormen zorgden ervoor dat het aantal pk's verlaagd moest worden en een uitlaatgasrecirculatie toegevoegd werd. Een nieuwe optie voor de sedans en coupés was een 50/50-achterbank. Het interieur en instrumentenpaneel kon in verschillende kleuren geleverd worden om meer in het interieur te passen. Ook kwam er een nieuw stuur met meer grip. Verder werden de voorstoelen verplaatst om meer ruimte te bieden aan lange bestuurders. 

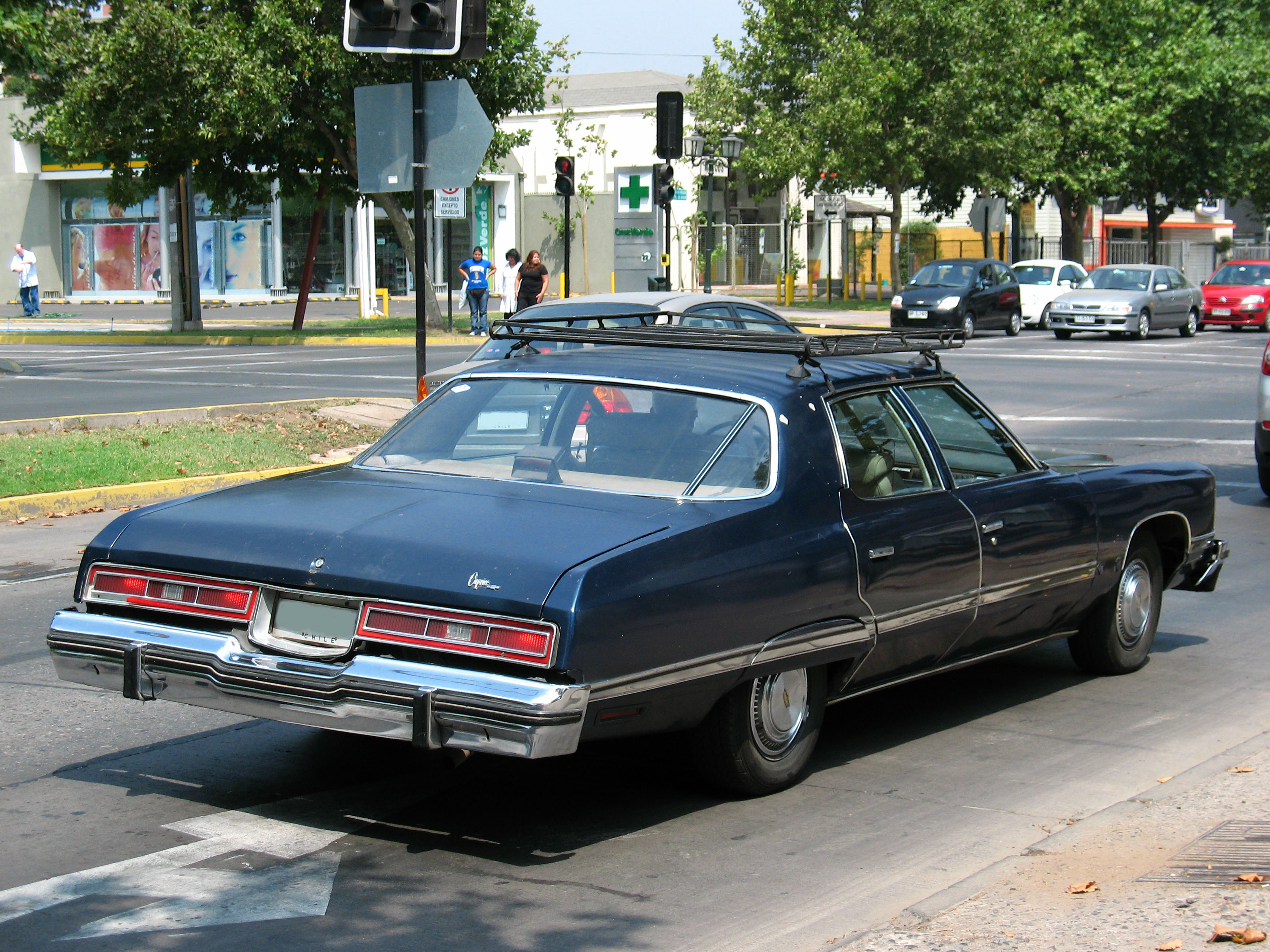
1974 Caprice Classic Coupé

In 1974 werd de Caprice Coupé aangepast, waarbij de dakstijlen verwijderd werden. De overige varianten kregen geen aanpassingen aan het design. Het model van 1974 kreeg ook volwaardige gordels (voorheen waren het alleen gordels die om het middel van de inzittenden werd gedaan). Een nieuwe optie was elektrisch verstelbare spiegels.

### 1975-1976
Het model uit 1975 kreeg een facelift en de Caprice Classic Sedan Sport kreeg een ovaal raam in de D-stijlen. Het dashboard, radio en de climate control werden vernieuwd. Ook kwam er een nieuwe snelheidsmeter die tot de 100 m/u (160 km/u) ging. De Caprice cabriolet werd in 1975 stopgezet wegens lage verkoopkosten. 
Door de Oliecrisis van 1973 was Chevrolet gedwongen om de Caprice van een kleinere motor te voorzien. Alle Caprice-modellen, behalve de stationwagens, kregen een 5.7L V8 motor met een tweeloops carburateur, die 145 pk leverde. In Californië was er ook een vierloopscarburateur V8-motor te verkrijgen die 155 pk leverde. Verder waren er alleen maar een 6.6L V8-motor  (kwam standaard op de stationwagens) en een 7,4L V8-motor te verkrijgen. Alle motoren, behalve de 7.4L motor, hadden een enkele uitlaat met een katalysator. De stationwagens die de 7.4L-motor hadden, kregen een dubbele uitlaat. 
Ook introduceerde GM dat jaar een elektrische ontstekingssysteem en radiaalbanden in het kader van het nieuwe "Chevrolet's New Efficiency System." Verder kwamen er in 1975 twee nieuwe optiepakketten beschikbaar in het thema van zuinigheid. Het eerste pakket heette het Ecominder pakket en bevatte o.a. een eco-modus. Het tweede pakket bevatte een systeem dat de bestuurder waarschuwt als het rijgedrag veranderd, waardoor de motor meer verbruikt.
In 1975 kwam er ook een 'Landau' editie van de Caprice op de markt. Deze editie bleef tot 1976 op de markt en omvatte speciale kleurschema's, sportieve buitenspiegels (incl. besturing), een vinyl-dak en pinstriping. Het interieur kreeg gekleurde gordels en automatten.

## Derde generatie (1977-1990)
In 1977 lanceerde Chevrolet een compleet nieuwe Caprice. Het nieuwe model was een stuk kleiner, lichter en hoekiger dan zijn voorganger. De vernieuwde Caprice bood meer hoofdruimte, beenruimte en kofferruimte. Deze restyling heette Project 77 en GM investeerde $600 miljoen (tegenwoordig $3.124.175.746,92 of €3.111.043.696,56) om de nieuwe Caprice te ontwikkelen. De nieuwe Caprice werd als coupé, sedan en stationwagen geleverd. De coupés werden 277 kg lichter, de sedans 289 kg lichter en de stationwagens 395 kg lichter dan hun voorgangers.

### 1977-1979

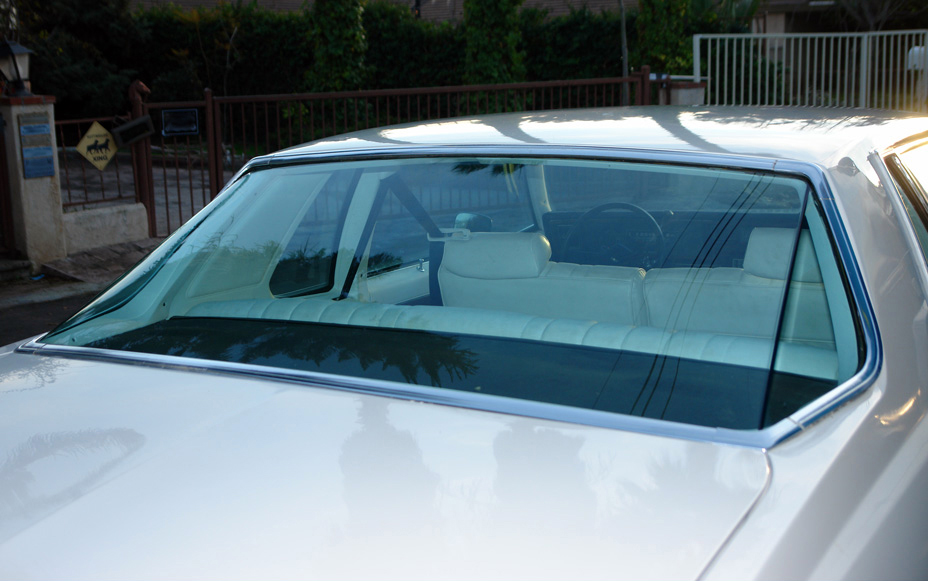
Het speciale glas dat op de coupés is gebruikt

De nieuwe coupés kregen een unieke achterruit, die uit drie kanten bestond. Dit glas werd speciaal omgebogen via een "hot-wire" buigproces. De Caprice Coupé kwam in twee varianten: de Sport Coupé en de Landau Coupé. De Landau Coupé was een luxere versie met een complete vinyl dak.
V8 motoren waren niet langer een optie voor Caprice (met uitzondering van de stationwagen die een kleine V8 motor kreeg. In plaats daarvan werd de Caprice aangeboden met een I6 of V6 motor. Alle motoren werden geleverd met een automaat.
Met deze nieuwe motoren en het lagere gewicht beloofde Chevrolet dat de 1977 modellen veel zuiniger waren dan de 1976 modellen en beter konden presteren. De nieuwe Caprice verbruikte 14 l/100 km in de stad en 11 l/100 km op de snelweg. Ook was de nieuwe Caprice een stuk sneller. Zo kon een Caprice van 1977 in 10,8-11,4 seconden (afhankelijk van de motor) van 0 naar 100 km/u accelereren, terwijl de modellen uit 1976 er 10,8-12,9 seconden over deden.
De Chevrolet Caprice van 1977 was immens populair en werd de best verkochte auto in de Verenigde Staten in 1977. De Caprice sedan was de best verkochte variant. Van 660.000 modellen die in 1976 geproduceerd werden, waren er 212.840 sedan. Tegen 1987 waren er al meer dan 1 miljoen Caprices. In 1977 werd de Chevrolet Caprice door Motor Trend uitgeroepen tot de auto van het jaar.
De Caprice van modeljaar 1978 kreeg kleine aanpassingen aan het front en de achterzijde. Een nieuwe optie was om een FM/AM radio te installeren.
De Caprice van modeljaar 1979 kreeg alleen wat aanpassingen aan de motor.

### 1980-1985

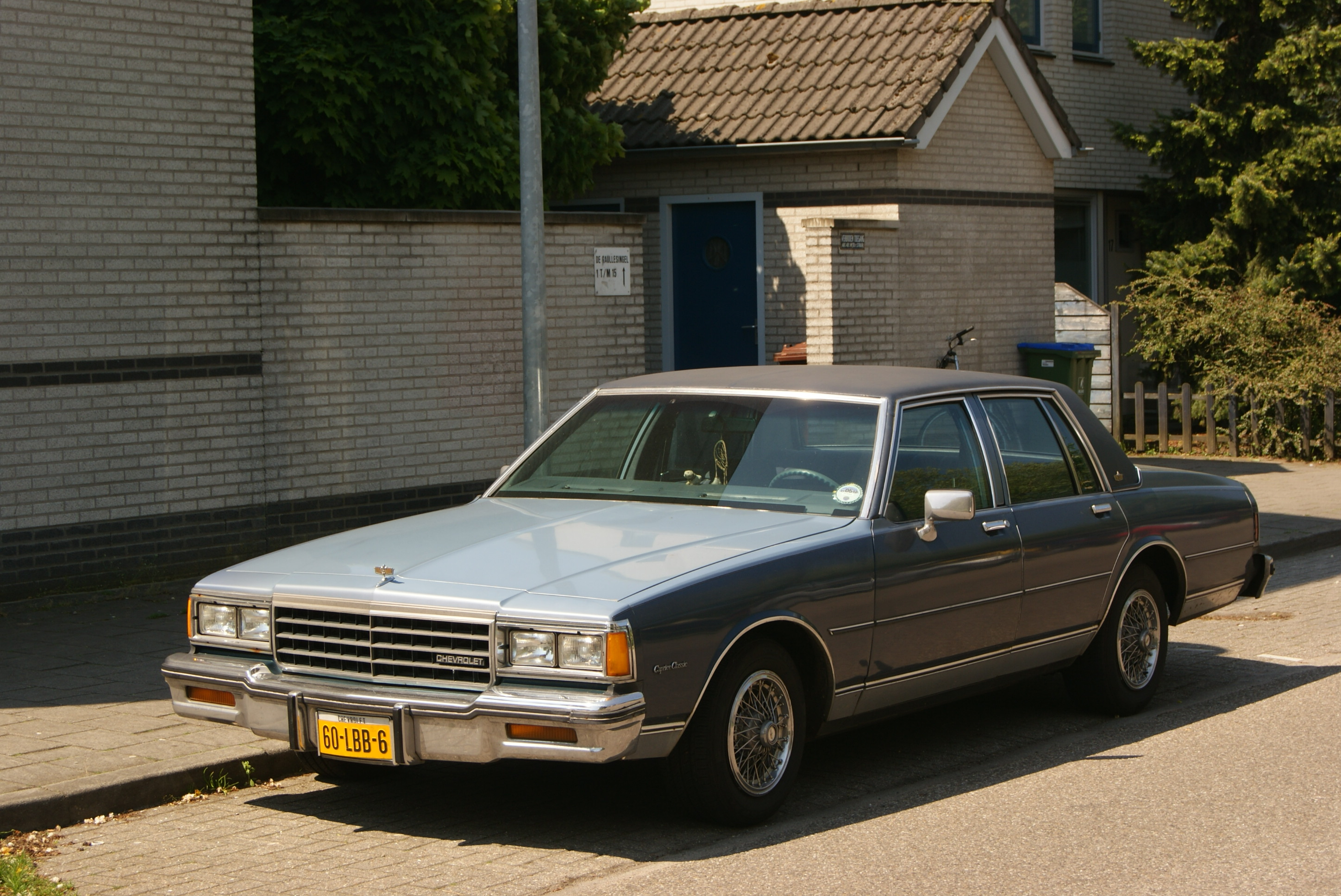
1984 Caprice Classic Sedan

Het 1980 model kreeg voor het eerst sinds 1977 grote aanpassingen. Om het voertuig nog zuiniger te maken, werd de auto lichter gemaakt door veel aluminium toe te passen. Door de motorkap te verlagen en de achterkant te verhogen, werd de auto meer aerodynamisch.  
Ook bevatte deze restyling een vergrote achterbak voor de coupés en sedans. Deze vergroting was nodig om plaats te bieden aan het reservewiel, die nu standaard bij de auto werd geleverd. Tevens kregen de coupés en sedans een nieuwe, zuinigere  3.8L V6-motor. In Californië kregen de coupés een 3,8L V6-motor. Dit was nodig doordat Californië strengere milieueisen had. De 1980 Caprice verbruikte 12L per 100 km in de stad en 8.1L per 100 km op de snelweg.  
De stationwagens kregen (m.u.v. Californië) een 4.4L small block-motor die 115 pk leverde. Deze motor illegaal in Californië omdat het een dubbele carburateur had. Om dit probleem op te lossen kwam er een nieuwe 5.0L motor die vier carburateurs had en 155 pk kon leveren. 
Het model uit 1981 kreeg weinig aanpassingen. De grille werd iets groter en er de voorremmen werden opnieuw ontworpen. Verder kwam er een slimme cruisecontrol. Ook kregen de motoren een Computer Command Control (CCC) systeem die aangesloten was op een elektrische carburateur. Dit was nodig vanwege de Californische eisen uit 1987. Ook werd de Oldsmobile V8-dieselmotor als optie toegevoegd aan de sedans en coupés.  
Het model uit 1982 kreeg ook weinig aanpassingen. Er kwam een nieuwe viertrapsautomaat en de Landau Coupé niet meer geproduceerd.  
In 1983 werden de coupés tijdelijk uit productie gehaald. Ook werd de 4.4L Small Block V8-motor uit productie gehaald. In Canada verkoch Pontiac de Parisienne, die geheel identiek aan de Caprice was. De Parisienne bleef in productie tot 1987. De 1983 Chevrolet Caprice was genomineerd door Car and Driver voor de tien beste auto's.
In 1984 keerde de coupé en het Landau pakket weer terug. Verder bleven alle modellen onveranderd.
Het model uit 1985 kreeg aanpassingen aan het interieur. De houtafwerking in het dashboard werd vervangen door een zilveren metallic afwerking en er kwam een modernere radio. Verder kwam er een nieuwe bediening voor de koplampen en klimaatbeheersing. Ook werden alle instrumenten herzien om het een wat meer moderner uiterlijk te geven. Ook werd de 3.8L V6-motor vervangen door een 4.3L V6-motor.
Deze motor werd standaard geleverd op alle coupés en sedans. Deze motor werd standaard geleverd met een drietrapsautomaat, maar er was ook een viertrapsautomaat beschikbaar.

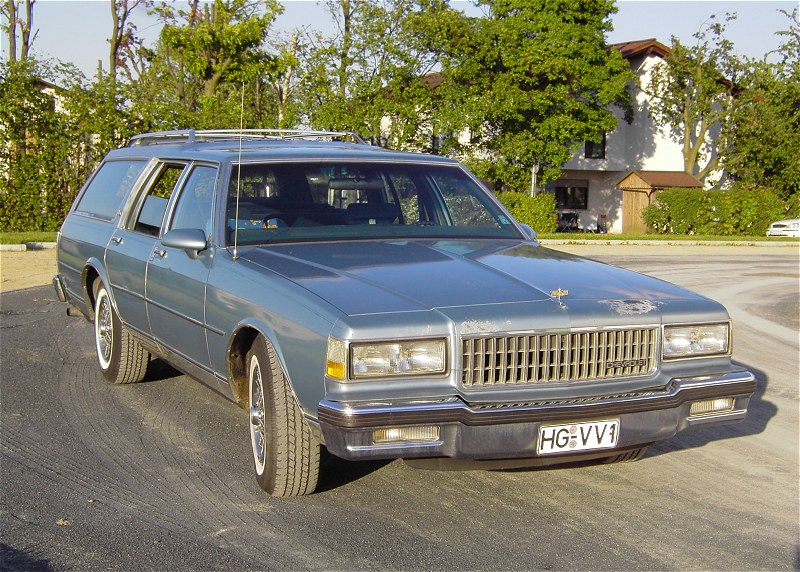
1987 Chevrolet Caprice Stationwagen

### 1986-1990
Het 1986 model kreeg de eerste grote herstyling sinds 1980. Tussen 1986 en 1990 was de Chevrolet Caprice het enige model dat nog gebruik maakte van het GM B-body-platform. Alle andere GM-modellen die gebruik maakten van het B-platform, werden niet meer gemaakt of verplaatst naar het kleinere GM H-platform. 
De herstyling omvatte een betere voorkant, die de auto meer aërodynamisch maakte. De naam Caprice Classic werd niet meer toegepast, waardoor de voertuigen gewoon Caprice heetten. Wel waren er nog Caprice Classic-versies beschikbaar en er kwam ook een Brougham-versie op de markt. De Brougham omvatte 55/45-voorstoelen (de stoel van de bestuurder was breder) met armsteunen, hout- en tapijtafwerking, een leeslamp en zachte stoelen in verschillende kleuren.
De standaardmotor voor de coupés en sedans (4.3L V6) kreeg 10 pk extra en de stationwagens kregen een grotere Oldsmobile-motor. De nieuwe motor werd toegepast om de productie makkelijker te maken en had 140 pk. 
Ook kwam er in 1986 een politievariant van de Caprice op de markt, de Chevrolet Caprice 9C1. De Caprice 9C1 diende als vervanger van de Chevrolet Impala 9C1. 9C1 is de productiecode voor General Motors voertuigen die als politiewagen zouden dienen. De Caprice 9C1 was de enige variant van Caprice die een V8 motor kreeg. in 1988 werd de
9C1 serie uitgebreid met een stationwagen.
Het 1987 model kreeg kleine aanpassingen, waaronder nieuwe koplampen en een dakrail op stationwagens.
In 1988 werd de productie van de coupé stopgezet, vanwege de lage verkoopcijfers. Ook werd de zespersoons stationwagen uit productie gehaald, waardoor alleen de achtpersoons stationwagen overbleef. De motoren bleven ongewijzigd en kregen alleen maar een viertraps automaat. Nieuwe voorzieningen waren getint glas, automatische koplampen, elektrisch bestuurbare spiegels en een AM/FM stereo. 
In 1989 kwamen de eerste modellen op de markt met een V8-motor die een elektrische brandstofinjectie had. Dit systeem was al in 1987 toegepast op de Chevrolet/GMC pick-ups en bedrijfswagens. Door deze nieuwe aanpassingen werd de Caprice zuiniger en kon het beter functioneren tijdens slecht en koud weer. Ook werden de rijeigenschappen verbeterd. Verder werd de 4.3L V6 voor commercieel gebruikt gereserveerd. De achterbanken kregen een volwaardige gordel (schouder en middel) en airco's kwamen standaard in alle varianten.  
In 1990 kwamen er nieuwe kleurschema's en waterbescherming voor het interieur.

## Vierde generatie (1991-1996)
Al in de jaren 80 was Chevrolet bezig met een ontwerp voor een nieuwe Caprice. In 1987 verscheen er een prototype en in April 1990 werd de nieuwe Chevrolet Caprice geïntroduceerd.. De nieuwe Caprice zag er compleet anders uit als zijn voorganger, maar technisch waren ze identiek. En ABS werd voor het eerst geïntroduceerd.
Ook de motoren bleven vrijwel ongewijzigd en de standaardmotor was een 5.0L small block V8-motor. De 9C1-versie werden uitgerust met een 5.7L  V8-motor. Deze motor kwam in 1993 ook beschikbaar voor particulieren. Ook kwam er een kleine 4.3L V6 motor, die erg populair raakte bij taxibedrijven, vanwege het lage verbruik.

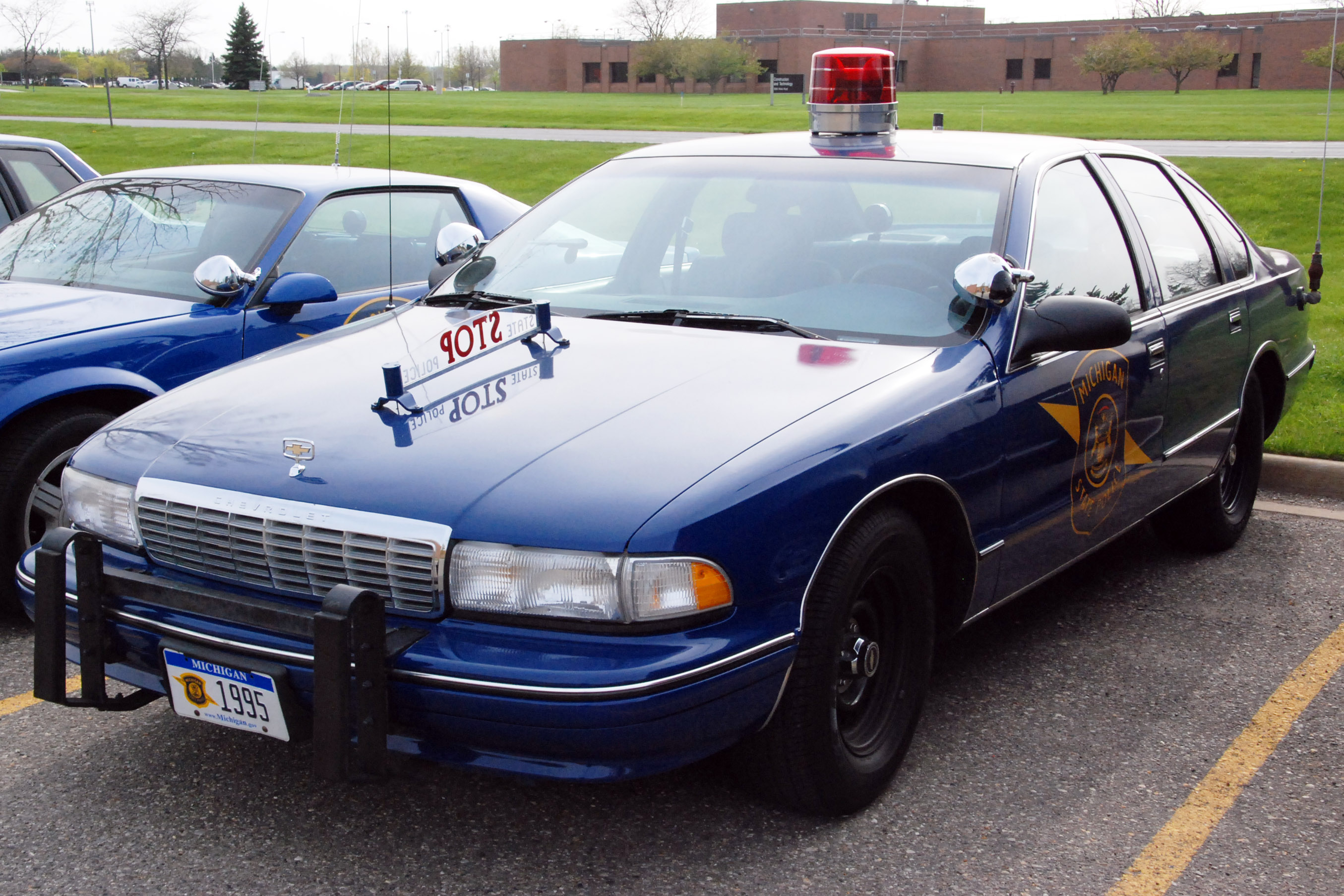
Chevrolet Caprice van de Michigan State Patrol

Bij de introductie van de nieuwe Caprice, werd het voertuig meteen door Motor Trend magazine uitgroepen tot beste auto van het jaar. De Caprice werd geleverd in twee varianten: Caprice en Caprice Classic. General Motors hoopte dat de Caprice weer een van de best verkochte auto's zou worden, maar dit lukte niet vanwege de grote kritieken op de auto. Zo werd de auto vaak een 'zwangere walvis' of 'omgekeerde badkuip' genoemd, vanwege kappen over de achterwielen. 
In 1993 werden de kappen bij de sedans verwijderd, de stationwagens behielden wel de kappen over de achterwielen. De laatste aanpassing werd in 1995 gedaan; toen werden er nieuwe ramen tussen de achterdeuren en C-dakstijlen geplaatst en kwamen er inklapbare spiegels. 
In 1994 kreeg de 9C1 een 5.7L V8 motor. Deze motor kwam van de Chevrolet Corvette. Deze configuratie werd speciaal geproduceerd voor Highway Patrol's. In 1994 introduceerde Chevrolet de Caprice 1A2. Dit model werd net als de 9C1 door hulpdiensten gebruikt, maar was geen standaard patrouillevoertuig. Dit model werd meer gebruikt door rechercheurs en brandweerkorpsen. Ook kreeg de 1994 Caprice een nieuwe instrumentenpaneel met een Camaro-stuur en een digitale snelheidsmeter.
In 1995 en 1996 werd de Chevrolet Impala SS in het Midden-Oosten verkocht als Caprice SS.
De Chevrolet Caprice 9C1 met de LT1 V8-motor werd een van de snelste en populairste politievoertuig in de jaren '90. Het voertuig was immers zo populair dat veel politiekorpsen na het stopzetten van de Caprice productie, de voertuigen sterk onderhielden. Hierdoor bleef de Chevrolet Caprice 9C1 vaak langer in gebruik dat gewoonlijk. In 2006 kwam de Dodge Charger Police Interceptor op de markt en diende als de indirecte vervanger van de Chevrolet Caprice 9C1. 
In 1996 kwam er een einde aan de Chevrolet Caprice. General Motors besloot de productie te staken door de enorme concurrentie van de kleinere Chevrolet Lumina, financiële problemen en het feit dat SUV's populairder waren bij gezinnen dan stationwagens. De Chevrolet Lumina nam de rol over van de Caprice als gezinssedan.
In totaal zijn er maar 689.257 vierde generatie Caprice’s gebouwd. Er waren plannen om de Caprice weer te herintroduceren in 2000 in Amerika, maar de herintroductie kwam niet verder dan het Midden-Oosten. Daar heette het voertuig Holden Caprice.

## Vijfde generatie (1999-2006)
In 1999 besloot General Motors de naam Chevrolet Caprice weer toe te passen op auto's. Alle Holden Caprice/Statesman's die naar het Midden-Oosten en Zuid-Amerika werden geëxporteerd, kregen Chevrolet Caprice naamplaatjes. Deze modellen werden door het Australische Holden geproduceerd en waren een verlengde versie van de Holden Commodore, die op de Opel Omega gebaseerd was. De Holden Caprice was het eerste model die met een stuur links en een stuur rechts geproduceerd werden. Dit was nodig om de auto's te kunnen exporteren. Dit gebeurde uiteindelijk ook bij de Holden Commodore, die in het Midden-Oosten als Chevrolet Impala op de markt werd gebracht.

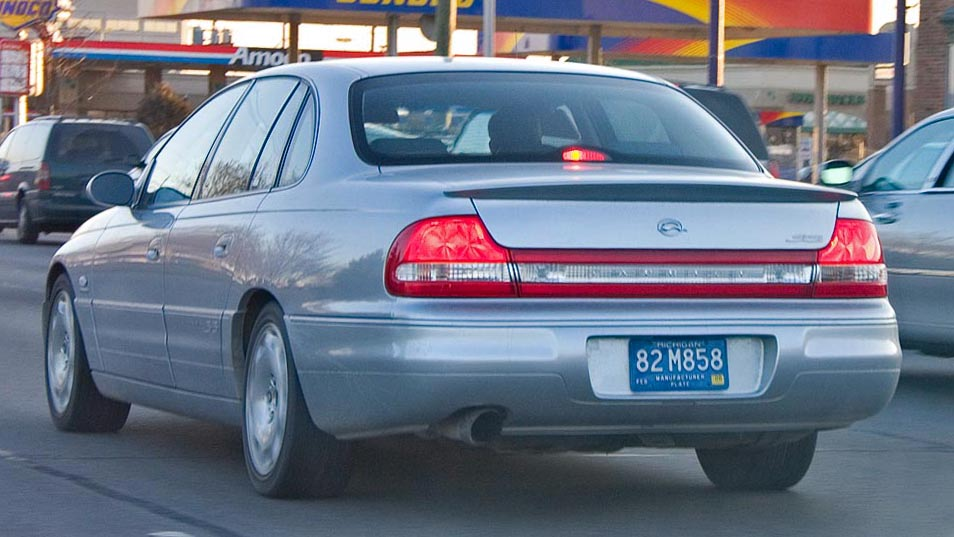
1999-2003 Chevrolet Caprice SS sedan

De Caprice werd in het Midden-Oosten in vier varianten op de markt gebracht: Base LS, Mid-Range LTZ, SS en Royale. De verschillen tussen de varianten waren voornamelijk andere uitrustingen en verscheidende aanpassingen. Zo werd de Base LS uitgerust met een zuinige 3.8L V6-motor, de Mid-Range LTZ uitgerust met een 5.7L V8-motor met 295 pk en de SS en Royale met een 5.7L V8-motor die 325 pk leverde.
In 2003 kregen de Caprice en Statesman een facelift. Hierbij kreeg de Caprice een volledig nieuw front en achterzijde en een compleet nieuw interieur.
General Motors wou deze generatie ook weer op de Amerikaanse markt brengen, waarbij er ook direct een vervanger zou komen voor de oude Chevrolet Caprice 9C1. Dit gebeurde uiteindelijk niet, maar er kwam wel een 9C1-versie van de volgende generatie Caprice. 

## Zesde generatie (2006-2017)
In 2006 werd de nieuwe Chevrolet Caprice geïntroduceerd, die wederom was gebaseerd op de Holden WM/Caprice/Statesman. De vier varianten van de vorige generatie (Base LS, Mid-Range LTZ, SS en Royale) werden ook toegepast op deze generatie, die ook de oude V6-motoren kregen. Er kwam wel een nieuwe motor, namelijk een 6.0L L98 V8-motor die 360 pk kon leveren. 
De LS, LTZ en Royale deelden dezelfde voorbumper als de Holden WM Statesman, maar de LS kreeg niet de mistlampen die wel op de WM zaten. De SS kreeg de oude Caprice voorbumper, alleen werden de parkeersensoren weggelaten. De LS kreeg het interieur van de Holden VE Commodore Omega, terwijl de rest het interieur kreeg van de Holden VE Commodore V. Er waren wel verschillen tussen de LTZ, SS en Range. Zo kreeg de LTZ geen lcd-schermen in de hoofdsteunen en ook geen dvd-speler. De SS en Range kregen dit wel. Ook kreeg de SS de optie op een gekleurde grille en een spoiler te installeren.

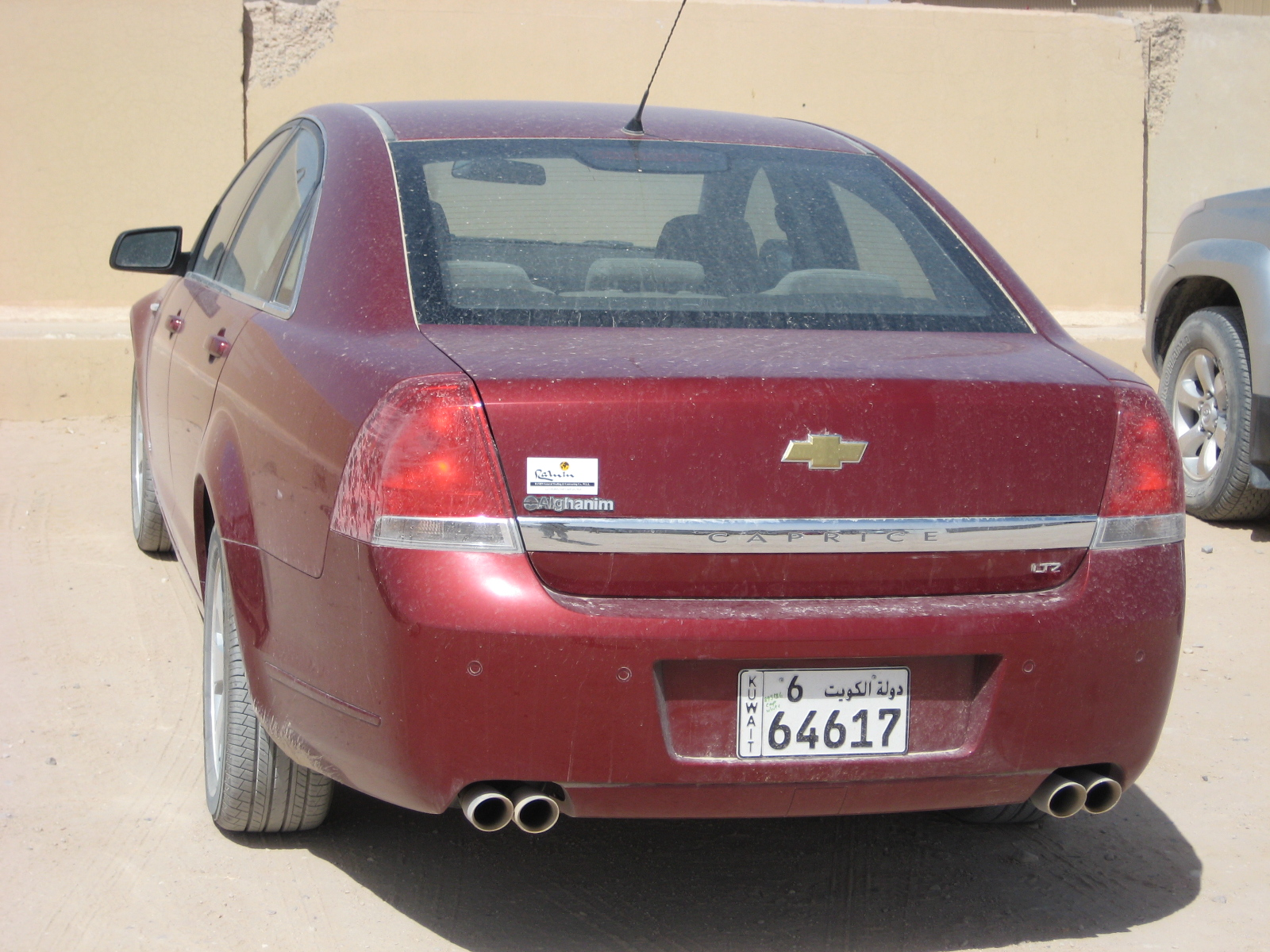
2008 Chevrolet Caprice

Bij het 2011 model werd de chromen band met de Caprice naam, die op de achterbak zat, vervangen door een normale Caprice naamplaatje. De V6-motoren werden bij de LS en de LTZ uitgefaseerd, waardoor alleen de V8-motor voor die modellen overbleef. Ook kreeg de Royale een achteruitrijcamera.   
In 2013 kwam er een nieuwe update uit waarbij de Range een nieuwe voorbumper kreeg, namelijk die van de Holden WM/WN. Verder kwamen er kleine veranderingen aan het interieur en de opties. De SS kreeg ook een achteruitrijcamera, die voorheen alleen maar op de Range zat.   
De Holden Caprice LS werd in het Midden-Oosten voornamelijk ingezet als politievoertuig. De grootste gebruikers waren de politiekorpsen in Saoedi-Arabië, het politiekorps van Dubai, het politiekorps van Abu Dhabi en het politiekorps van Oman. Nadat de Eerste Libische Burgeroorlog was geëindigd, doneerde Abu Dhabi 100 Holden Caprice's, samen met uniformen aan Libië. Hierbij werd Libië het enige Afrikaanse land gebruik maakte van Holden politievoertuigen.     

### Terugkeer in Noord-Amerika

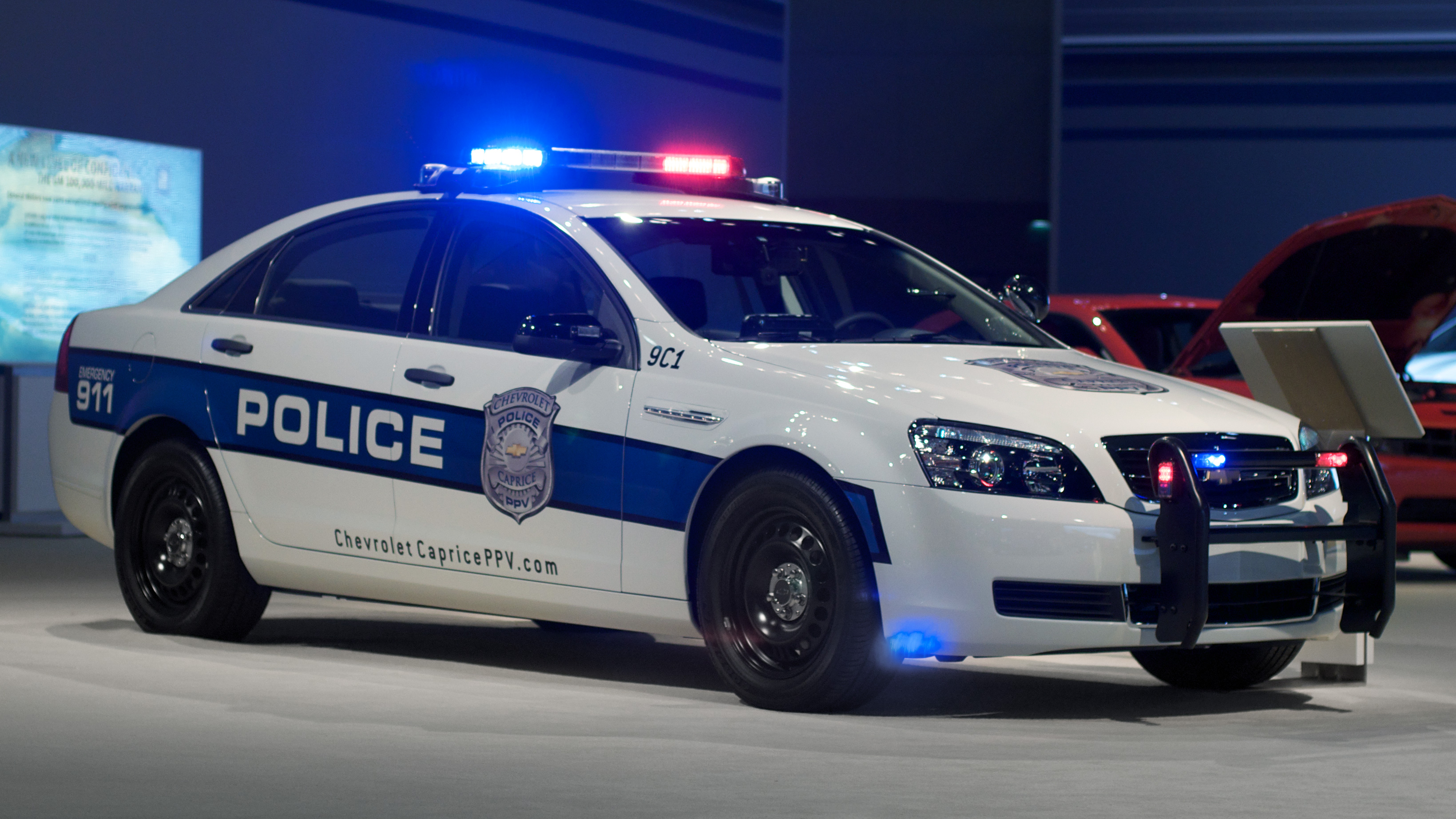
Promotiemodel van de Chevrolet Caprice PPV (9C1)

Op 5 oktober 2009 maakte General Motors bekend dat de Chevrolet Caprice weer zou terugkeren naar de Verenigde Staten. De Caprice zou alleen verkocht worden aan politiekorpsen in de Verenigde Staten. Toch kwamen verscheidende particulieren aan een Chevrolet Caprice. Meestal waren dit oude promotievoertuigen en onverkochte modellen.  
De Chevrolet Caprice was een importvoertuig uit de Holden Caprice WM serie. De Caprice deelde het Zeta-platform met de Holden VE, die in Australië als politievoertuig werd gebruikt. Voor de Caprice PPV kon er gekozen worden tussen een 6.0L L77 AFM V8-motor en een 3.6L LTT SIDI V6-motor. Beide motoren waren geschikt voor E85 brandstof. 
Het conceptvoertuig van de Caprice PPV was afgeleid van de Holden Caprice LS, die in het Midden-Oosten als politievoertuig werd gebruikt. De PPV had een dubbele uitlaat, een versnellingspook in de console, een scheidingswand tussen de agenten en gevangenen, houders voor een shotgun en een automatisch geweer, aansluitingen voor zwaailichten, sirenes en een radio, en een touchscreen. 
Verder kwamen er ook andere aanpassingen voor de PPV. Zo kwamen er speciale stoelen voor de agenten, zodat die comfortabel konden zitten, zonder dat de wapenriem in de weg zit. Verder kwam er een speciale vering en wielophanging om het weggedrag te verbeteren. 
De Chevrolet Caprice PPV kreeg veel positieve reacties, en na een test die door de Los Angeles County Sheriff's Department was uitgevoerd, kwamen er nog meer positieve reacties. Het enige kritiek was dat de stabiliteit controle te gevoelig was. 
In 2017 kwam er een einde aan de Chevrolet Caprice PPV, en de overige Chevrolet Caprice's. De fabriek in Elizabeth, Zuid-Australië werd gesloten. Na de opheffing van de Chevrolet Impala PPV, was de Chevrolet Caprice de laatste politiesedan die door Chevrolet is geproduceerd.